# Jaime Vargas Vargas
Jaime Froilan Vargas Vargas (21 de juliol de 1979) és un líder indígena achuar que va ser president de la Confederación de Nacionalidades Indígenas del Ecuador (CONAIE), elegit pel període 2017-2020.

## Biografia

### Primers anys
Vargas va néixer el 21 de juliol de 1979 en la comunitat achuar de Kapahuari en el cantó Pastaza s la província homònima de l'amazònia equatoriana, fill d'Ilario Vargas, qui va ser un dels fundadors de Nacionalitat Achuar (NAE) i de la Confederación de Nacionalidades Indígenas de la Amazonía (Confeniae).
Va estudiar en el Col·legi Nacional 12 de Maig de Puyo, on va obtenir el batxillerat en Ciències de Comerç i Administració, convertint-se en un comptable de professió. Des de la seva joventut ha participat en la política de la seva comunitat, arribant a ser vocal, i en les marxes indígenes.

### Carrera política
Per al 2004 va ser part del directori administratiu financer en la direcció Intercultural Bilingüe de la Nacionalitat Achuar (NAE). Entre el 2010 i el 2012 asumira la coordinació i representant de la nacionalitat a Morona Santiago.
En 2012 va assumir el càrrec de president de la NAE, fins al 2015. El seu mandat va consistir a acceptar l'indicat per les bases de l'organització i no ingressar a un diàleg amb el govern de Rafael Correa.
A l'any següent assisteix a la Cort Interamericana de Drets Humans (Cort IDH) a Washington D. C. durant la presentació de les demandes de violacions territorials i drets col·lectius. Abans d'acabar el seu mandat es van donar les protestes contra les esmenes constitucionals, en les quals va participar des de les inmediciones de la governació de Morona Santiago a Macas.

El mateix any obté un Diplomat en Gestió Pública en Macas, i assumeix la presidència del Consell de Participació Ciutadana i Control Social de Morona Santiago, fins al 2017.

#### Presidència de la CONAIE
El 16 de setembre de 2017 va ser elegit president de la Confederación de Nacionalidades Indígenas del Ecuador (CONAIE), per unanimitat durant el Sisè Congrés celebrat en Zamora, aconseguint això després de proposar reunificar les bases del moviment.
Com una de les seves primeres mesures va ser la de donar suport a la consulta popular de 2019 i la de continuar el diàleg amb el Govern de Lenín Moreno, iniciat en el mandat de Jorge Herrera. Gracias a ello se logró que la educación intercultural bilingüe regrese a la CONAIE. Igualment es va mantenir la seva postura crítica davant un govern que es considera favorable a atorgar concessions mineres i l'extractivisme, fets pels quals el diàleg va cessar el 24 d'agost i comença a anunciar un atur nacional a l'octubre.
En 2019, lidera les protestes a nivell nacional al costat de Leonidas Iza Salazar, president del Movimiento Indígena i Camperol de Cotopaxi, contra el president Lenín Moreno per l'adopció de mesures econòmiques com a eliminació del subsidi al dièsel i gasolina extra.
Al febrer de 2020, Jaime Vargas es ratifica com a segon mandatari de l'Equador.
Abans de participar en un Parlament provincial al cantó Nabón el president de la Conaie va ratificar les seves declaracions realitzades a Guatemala on es va autoqualificar com el “segon mandatari” de l'Equador. El dimecres va donar una roda de premsa a Quito en la qual, segons va dir, aclarir el que va passar al país centreamericà.
Per més d'una ocasió els periodistes van qüestionar a Vargas sobre el context i abast d'aquestes paraules que es van difondre en xarxes socials. “El primer President qui és? Lenín Moreno. I el segon President de l'Equador qui és? és Jaime Vargas president de la nacionalitats de l'Equador”, va etzibar, després de dir això es va aixecar de la taula per a dirigir-se al Parlament.

El seu mandat al capdavant de la CONAIE, inicialment previst per a tres anys, de 2017 a 2020, es va prorrogar un any més al setembre de 2020, fins a octubre de 2021. Va ser nomenat cap de llista de Pachakutik per a les eleccions legislatives equatorianes de 2021.
Al maig 2021, després del suport de Jaime Vargas al candidat presidencial Andrés Arauz, la CONAIE destitueix Jaime Vargas de la seva qualitat de president per “irrespetar les decisions col·lectives”. Manuel Castillo, vicepresident de l'organització, assumeix la representació temporalment mentre es designa al nou president.